# 田中不破三
田中 不破三（たなか ふわぞう、1901年（明治34年）12月28日 - 1994年（平成6年）3月8日）は、日本の鉄道官僚・政治家。衆議院議員、内閣官房副長官。

## 経歴
宮崎県南那珂郡飫肥町（現日南市）で生まれた。田中猛の養子となる。第一高等学校を卒業。1926年12月、高等試験行政科試験に合格。1927年（昭和2年）東京帝国大学法学部政治学科を卒業。鉄道省に入省し広島駅助役となる。
以後、鉄道省事務官、広島鉄道局経理部長、鉄道省監督局総務課長、同総務局主計課長、大臣官房文書課長、情報局情報官、技術院参技官、鉄道監、門司鉄道局長、鉄道総局総務局長などを歴任。
1949年（昭和24年）1月、第24回衆議院議員総選挙で宮崎県第2区に民主党から出馬し当選。衆議院人事委員長、民主党政調会副会長、自由党副幹事長を歴任。1952年（昭和27年）10月の第25回総選挙で落選し、衆議院議員を一期務めた。1953年（昭和28年）3月から1954年（昭和29年）12月まで、第4次吉田内閣・第5次吉田内閣の内閣官房副長官に在任。
その他、鉄建建設興業 (株) 取締役を務めた。